# Athenaeum Club
El Athenaeum Club, generalmente conocido como el Athenaeum (el Ateneo), es un club de caballeros de Londres. Está situado en el n.º 107 de Pall Mall, en la esquina de Waterloo Place.
Es famoso por su gran biblioteca y por los bajorrelieves que decoran el exterior del edificio. Durante mucho tiempo fue visto como un club de sacerdotes anglicanos y entre sus miembros había obispos, ministros y nobles.
Las instalaciones incluyen un comedor, una sala de fumadores y suites. Una peculiaridad del reloj del club, que cuelga sobre las escaleras, es que tiene dos números siete y no tiene número ocho.

## Historia

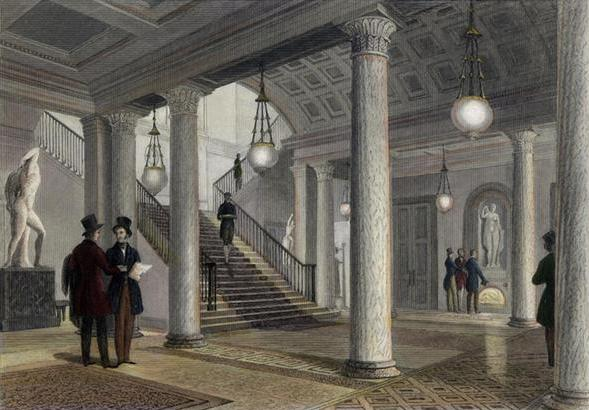
Hall del Athenaeum en un grabado de 1845

John Wilson Croker, Thomas Lawrence y algunos amigos fundaron el club en 1824 para personas con talento en el campo de la ciencia, la literatura o las artes así como para los mecenas de estos. Lawrence diseñó el blasón del club: la cabeza de Atenea dentro de un círculo rodeado por la leyenda ATHENÆUM CLUB•PALL MALL.
La sede fue diseñada en estilo neoclásico por Decimus Burton. La entrada principal y la fachada de la casa que da a Waterloo Place tienen un pórtico dórico con columnas. En el piano nobile, la planta principal que está sobre la planta baja, tiene una barandilla continua con un destacable pero costoso friso, copia del Partenón encima. Una estatua de Palas Atenea de Edward Hodges Baily se encuentra encima del portal. El diseño original solo contemplaba dos plantas, la tercera se añadió posteriormente. Croker dirigió las obras originales resistiendo la presión de algunos miembros.
Durante muchos años el Athenaeum fue visto como máximo representante de los clubes de Londres para el público intelectual. La mayor parte de sus miembros eran hombres que habían heredado riquezas y estatus, pero, tras la Rule II, el club también admitió a hombres "de distinguida eminencia en Ciencia, literatura, o artes". La admisión de hombres que habían logrado ganar posición social gracias a la influencia intelectual más que por dinero o títulos dio al club una diversidad inusual.
El número de miembros del Athenaeum estaba limitado a cien y la lista de espera era siempre larga. El coste del edificio llevó al club a tener un déficit de 20 000 libras y en 1832 se aceptaron 200 nuevos miembros para restaurar las finanzas.
Hacia 1838, el club estaba pasando de nuevo por dificultades económicas debido a las obras realizadas para solucionar los  problemas derivados de la iluminación a gas (fue uno de los primeros edificios en ser iluminado de esta manera). Para aliviar la situación, se admitieron ciento sesenta nuevos miembros y otros cuarenta fueron adelantados en la lista de espera. Entre estos "cuarenta ladrones", como se les conocía, estaban Charles Dickens y Charles Darwin. En 1886 el club fue iluminado con electricidad, algo relativamente moderno para los edificios de Londres.
En 2002 decidió admitir mujeres.

## Miembros
- El Earl of Aberdeen
- Augustine William Shelton Agar
- Matthew Arnold
- H.H. Asquith
- Andrew Geddes Bain
- Owen Barfield (1898-1997)
- Louis Lucien Bonaparte, lingüista
- James Bryce (1838-1922)
- Francis Burdett
- Alec Broers
- Thomas Campbell (poeta)
- Richard Sharpcritic
- Winston Churchill
- John Duke Coleridge (1820-1894)
- Sir Arthur Conan Doyle
- Joseph Conrad
- Charles Darwin
- Charles Dickens
- Isaac D'Israeli
- T. S. Eliot
- Michael Faraday
- Jackie Fisher
- Victoria Glendinning
- Alec Guinness
- Henry Hallam
- Basil Hume
- Roy Jenkins, ministro de Hacienda y del Interior
- Charles Kemble
- Rudyard Kipling
- Walter de la Mare (1873-1956)
- Lord Robert Montagu (1825-1902)
- Thomas Moore (poeta)
- Roderick Impey Murchison (1792-1871)
- George Nugent-Grenville (1789-1850)
- Henry Temple
- Harry St John Philby
- Michael Polanyi
- Cecil Rhodes
- Emile Victor Rieu
- Walter Scott
- Herbert Spencer (1820-1903)
- James Joseph Sylvester, matemático
- William Makepeace Thackeray
- Rick Trainor, director del King's College, Londres
- Anthony Trollope
- Barnes Wallis, ingeniero (1887-1979)
- Arthur Wellesley (1769-1852)
- William Butler Yeats